# Karl Sundbom
Karl Sundbom, född 24 oktober 1895 i Älvkarleby församling, död 2 juni 1982 i Vallentuna församling, Stockholms län, var en svensk präst.
Sundbom, som var son till fiskeritillsyningsman Lars August Sundbom och Ulrika Öbrink blev efter studentexamen vid Fjellstedtska skolan 1918 student vid Uppsala universitet 1919, avlade teologisk-filosofisk examen samma år, blev teologie kandidat 1922 samt avlade praktisk teologiska prov och prästvigdes för Ärkestiftet samma år. Han blev ständig adjunkt i Hudiksvall 1922, komminister i Ljusne 1923, komminister i Storvik 1927, kyrkoherde i Söderala församling 1938 och i Ovansjö församling 1946.